# Paul-Willem Segers
Paul-Willem Segers, né à Anvers le 20 décembre 1900 et mort en 1983, est un ministre belge.

## Carrière
- Ministre des Communications : 1949-1954, 1958-1961
- Ministre de la Défense nationale : 1961-1965, 1968-1972